# Тихомирнова, Ирина Викторовна
Ири́на Ви́кторовна Тихоми́рнова (18 (31) июля 1917, Москва — 29 октября 1984, там же) — советская артистка балета и педагог, солистка Большого театра, заслуженная артистка РСФСР (1951), лауреат Сталинской премии I степени (1947). Организатор вместе с Игорем Моисеевым ансамбля «Молодой балет» (1966, ныне — «Театр классического балета Н. Касаткиной и В. Василёва»). Была второй супругой танцовщика и педагога Асафа Мессерера (1903—1992).

## Биография
Ирина Тихомирнова родилась 18 (31) июля 1917 года в Москве в семье видного революционера, большевика, друга Вячеслава Молотова, Виктора Александровича Тихомирнова. Окончила Московское хореографическое училище (педагоги Елизавета Гердт и Виктор Семёнов). В 1936—1959 годах танцевала в труппе Большого театра.
В годы Великой Отечественной войны была эвакуирована вместе с театром в Куйбышев, где продолжала исполнять главные партии, также выступала с концертными бригадами перед бойцами 2-го Прибалтийского фронта.
Концертной деятельностью занималась до 1962 года. Начиная с 1959 года работала педагогом-ассистентом в Московском хореографическом училище, с 1961 года — в труппе брюссельского театра «Ла Монне».
В 1966 году вместе с Игорем Моисеевым принимала участие в создании хореографического концертного ансамбля «Молодой балет», до 1970 года была его директором (Моисеев — художественным руководителем). С 1970 года — педагог-репетитор «Москонцерта», с 1981 года — художественный руководитель Ансамбля классического балета Московской областной филармонии.
Ирина Тихомирнова умерла в Москве 29 октября 1984 года. Похоронена на Донском кладбище.

### Личная жизнь
Была замужем за танцовщиком и педагогом, представителем династии Плисецких — Мессерер, Асафом Мессерером. Сын от её первого брака — Михаил Тихомирнов (1938—2014) был также артистом балета Большого театра; на рубеже 1990—2000 годов он организовал в Москве, на базе средней общеобразовательной школы, Школу балета имени Ирины Тихомирновой и сам ею руководил.

## Балетные партии
- Мария, «Бахчисарайский фонтан» Б. Асафьева, хореография Р. Захарова
- Ассоль*, «Алые паруса» В. Юровского
- Панночка, «Тарас Бульба» В. Соловьёва-Седого, хореография Р. Захарова
- Одетта и Одиллия, «Лебединое озеро» П. Чайковского, хореография М. Петипа и Л. Иванова, редакция А. Мессерера
- Флорина и Аврора, «Спящая красавица» П. Чайковского
- Маша, «Щелкунчик» П. И. Чайковского
- Раймонда, «Раймонда» А. К. Глазунова, хореография М. Петипа
- Золушка, «Золушка» С. Прокофьева, хореография Р. Захарова
- Сванильда, «Коппелия» Л. Делиба, хореография А. Горского
- Китри, «Дон Кихот» Л. Минкуса, хореография М. Петипа и А. Горского, редакция Р. Захарова
- Жанна, «Пламя Парижа» Б. Асафьева, хореография В. Вайнонена
- Мадлон, «Фадетта» Л. Делиба

(*) — первая исполнительница партии

## Награды и премии
- 1947 — Сталинская премия I степени «за исполнение партии Жанны в балетном спектакле „Пламя Парижа“ Б. В. Асафьева»
- 1951 — Заслуженная артистка РСФСР
- 1976 — Почётная грамота Президиума Верховного Совета РСФСР[1]